# Liste von Persönlichkeiten der Stadt Walldürn
Diese Liste von Persönlichkeiten der Stadt Walldürn zeigt die Bürgermeister, Ehrenbürger, Söhne und Töchter der Stadt Walldürn und deren Stadtteile (Altheim, Gerolzahn, Glashofen, Gottersdorf, Hornbach, Kaltenbrunn, Reinhardsachsen, Rippberg und Wettersdorf), sowie weitere Persönlichkeiten, die mit Walldürn verbunden sind. Die Liste erhebt keinen Anspruch auf Vollständigkeit.

## Bürgermeister
Folgende Personen waren Bürgermeister von Walldürn:
| Amtszeit      | Bürgermeister                                                       | Partei |
| ------------- | ------------------------------------------------------------------- | ------ |
| ca. 1779–1785 | Jordan, Johann Georg (ernannt)                                      |        |
| 1785–1800     | Eckart, Sebastian (ernannt)                                         |        |
| ca. 1800–1832 | Blau, Ignatz Fiedel (ernannt)                                       |        |
| 1832–1842     | Heimberger, Joseph Wilhelm                                          |        |
| 1842–1854     | Kieser, Felix Anton                                                 |        |
| 1854–1869     | Thiry, Wilhelm                                                      |        |
| 1870–1879     | Kieser, Heinrich                                                    |        |
| 1879–1901     | Hildenbrand, Wilhelm                                                |        |
| 1901–1907     | Knoth, Hermann                                                      |        |
| 1907–1909     | Schön, Friederich (kommissarisch)                                   |        |
| 1909–1919     | Nimis, Wilhelm                                                      |        |
| 1919–1920     | Helmling, Peter                                                     |        |
| 1920–1925     | Scheurich, Otto                                                     |        |
| 1925–1930     | Trautmann, Arthur                                                   |        |
| 1930–1933     | Geier, Michael                                                      |        |
| 1933          | Kaufmann, Josef                                                     |        |
| 1933–1940     | Kiefer, Karl (ernannt)                                              |        |
| 1940–1945     | Leiblein, Josef (ernannt)                                           |        |
| 1945–1946     | Trunk, Heinrich (kommissarisch) und Scheurich, Otto (kommissarisch) |        |
| 1946–1948     | Schmidt, Hermann                                                    |        |
| 1948–1966     | Trautmann, Arthur                                                   | SPD    |
| 1966–1974     | Hübner, Alfred                                                      | CDU    |
| 1974–1975     | Hollerbach, Robert (Amtsverweser)                                   | CDU    |
| 1975–1991     | Hollerbach, Robert                                                  | CDU    |
| 1991–2007     | Joseph, Karl-Heinz                                                  | SPD    |
| 2007–2023     | Günther, Markus                                                     | CDU    |
| seit 2023     | Dörr, Meikel                                                        |        |

## Ehrenbürger
Folgenden Personen, die sich in besonderer Weise um das Wohl oder das Ansehen der Kommune verdient gemacht haben, verlieh die Stadt Walldürn das Ehrenbürgerrecht:
- 1924, 14. März: Wilhelm Weimar (Stifter)|Wilhelm Weimar (1867–1938), Stifter
- 1932, 6. Juli: Franz Dorbath (1866–1946), Priester
- 1948, 11. Oktober: Heinrich Köhler (1878–1949), Politiker
- 1953, 13. März: Wendelin Rauch (1885–1954), Erzbischof von Freiburg im Breisgau
- 1954, 15. Dezember: Oscar Stalf (1882–1974), Unternehmer
- 1962, 22. September: Hermann Schäufele (1906–1977), Erzbischof von Freiburg im Breisgau
- 1967, 6. April: Alfred Zeller (1919–2010), Oberlehrer
- 1971, 17. März: Arthur Trautmann (1894–1974), ehemaliger Bürgermeister von Walldürn
- 1971, 19. Juli: Adolf Hehn (1905–1983), Lehrer
- 1971, 3. November: Paul Bleichroth (1893–1982), katholischer Pfarrer von Rippberg von 1933–1963
- 1973, 30. März: Otto Gehrig (1903–1974), ehem. Bürgermeister von Altheim
- 1974, 12. Juni: Alfons Engert (1882–1979), Oberlehrer
- 1975, 2. Juli: Ludwig Stich (1904–1979), ehem. Bürgermeister von Hornbach
- 1977, 16. März: August Berberich (1912–1982), Politiker
- 1981, 24. Juni: Karl Gnädinger (1905–1995), Weihbischof in Freiburg
- 1985, 22. Juli: Josef Spieler (1900–1987), Psychologe, Pädagoge, Heilpädagoge
- 1994, 22. Februar: Wigbert Richter (OSA) (1924–1998), Stadtpfarrer
- 2002, 26. April: Robert Hollerbach (1924–2013), Altbürgermeister

## Söhne und Töchter der Stadt
Folgende Personen wurden in Walldürn (bzw. in einem Stadtteil des heutigen Stadtgebiets von Walldürn) geboren:

### 18. Jahrhundert
- Felix Anton Blau (1754–1798), Theologe, Philosoph
- Sebastian Eckardt (1782–1846), Maler

### 19. Jahrhundert
- Karl Felix Brunner (1803–1857), badischer Staatsrat und Präsident des Justizministeriums
- Johannes Joseph Schweitzer (1831–1882), Priester, Komponist und Domkapellmeister in Freiburg im Breisgau
- Philipp Ruppert (1842–1900), Lehrer und Historiker
- Maria Zeeb (1859–1927), Hebamme, die mit Ferdinand Adolf Kehrer den ersten Kaiserschnitt durchführte
- Blandina Mairon SSpS (1879–1946), Chinamissionarin aus dem Orden der Steyler Missionsschwestern
- Oscar Stalf (1882–1974), Unternehmer
- Walter Zimmermann (1892–1980), Biologe und Botaniker

### 20. Jahrhundert

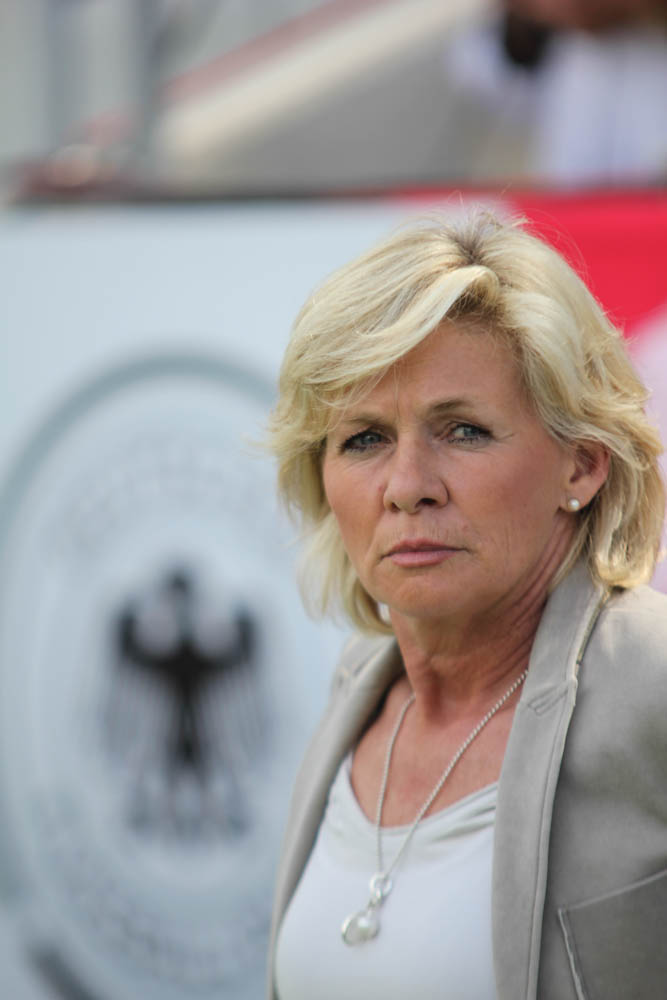
Silvia Neid

- Josef Spieler (1900–1987), Psychologe, Pädagoge, Heilpädagoge
- August Berberich (1912–1982), geboren im Stadtteil Gottersdorf, Politiker (CDU), Landtags- und Bundestagsabgeordneter
- Otto Schärpf (1929–2019), Physiker, Hochschullehrer und Priester im Orden der Jesuiten
- Hubert Weckbach (1935–2018, geboren in Rippberg), Archivar
- Lambert Dörr (1936–2017), geboren im Stadtteil Gerolzahn, katholischer Ordensgeistlicher, Benediktinerabt in Tansania
- Josef Tadler (1938–2015), Komponist und Pianist
- Lothar Wolf (1938–2012), Romanist, Sprachwissenschaftler, Hochschullehrer
- Peter Assion (1941–1994), Volkskundler, Germanist
- Martin Frank (1943–2015), Verwaltungsjurist, Präsident des Rechnungshofes Baden-Württemberg
- Peter Hauk (* 1960), Diplom-Forstwirt, Mitglied des Landtags von Baden-Württemberg (CDU) und Minister für Ländlichen Raum
- Thomas Bartscher (* 1962), Wirtschaftswissenschaftler und Hochschullehrer
- Silvia Neid (* 1964), ehemalige Fußballspielerin und Weltmeister-Trainerin der deutschen Fußballnationalmannschaft der Damen
- Horst Busch (* 1965), Brigadegeneral des Heeres der Bundeswehr
- Rolf Miller (* 1967), Kabarettist
- Liane (Sängerin) (* 1978), Schlagersängerin
- Johann Martel (* 1979), Politiker, Mitglied des Bundestags

## Weitere mit Walldürn in Verbindung stehende Personen

### 20. Jahrhundert
- Während der NS-Zeit ermordete Einwohner (1933–1945): Die während der Zeit des Nationalsozialismus von 1933 bis 1945 ermordeten Einwohner von Walldürn werden im Artikel der jüdischen Gemeinde Walldürn erwähnt.

### Persönlichkeiten, die in Walldürn wirken oder gewirkt haben
- Anselm Kiefer (* 1945), Maler und Bildhauer, begann sein künstlerisches Wirken 1971 im ehemaligen Schulhaus in Hornbach